# Labastide-Beauvoir
Labastide-Beauvoir is een gemeente in het Franse departement Haute-Garonne (regio Occitanie). De plaats maakt deel uit van het arrondissement Toulouse. Labastide-Beauvoir telde op 1 januari 2022 1.229 inwoners.

## Geografie
De oppervlakte van Labastide-Beauvoir bedroeg op 1 januari 2022 10,2 vierkante kilometer; de bevolkingsdichtheid was toen 120,5 inwoners per km².

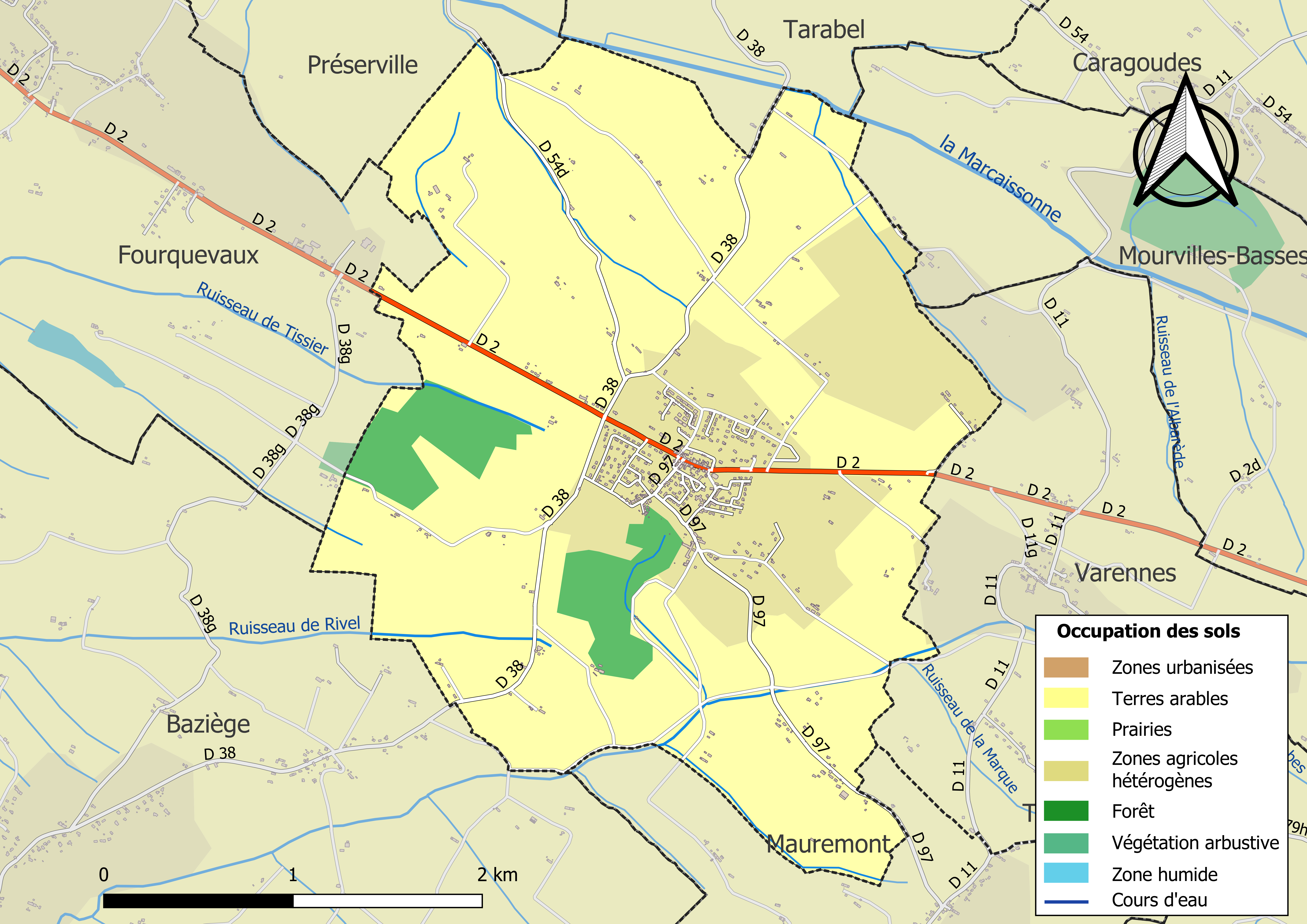
Kaart van de gemeente met belangrijkste infrastructuur, bodemgebruik en omliggende gemeenten

## Demografie
Onderstaande figuur toont het verloop van het inwonertal (bron: INSEE-tellingen).